# Sint-Franciscuskerk (Menen)

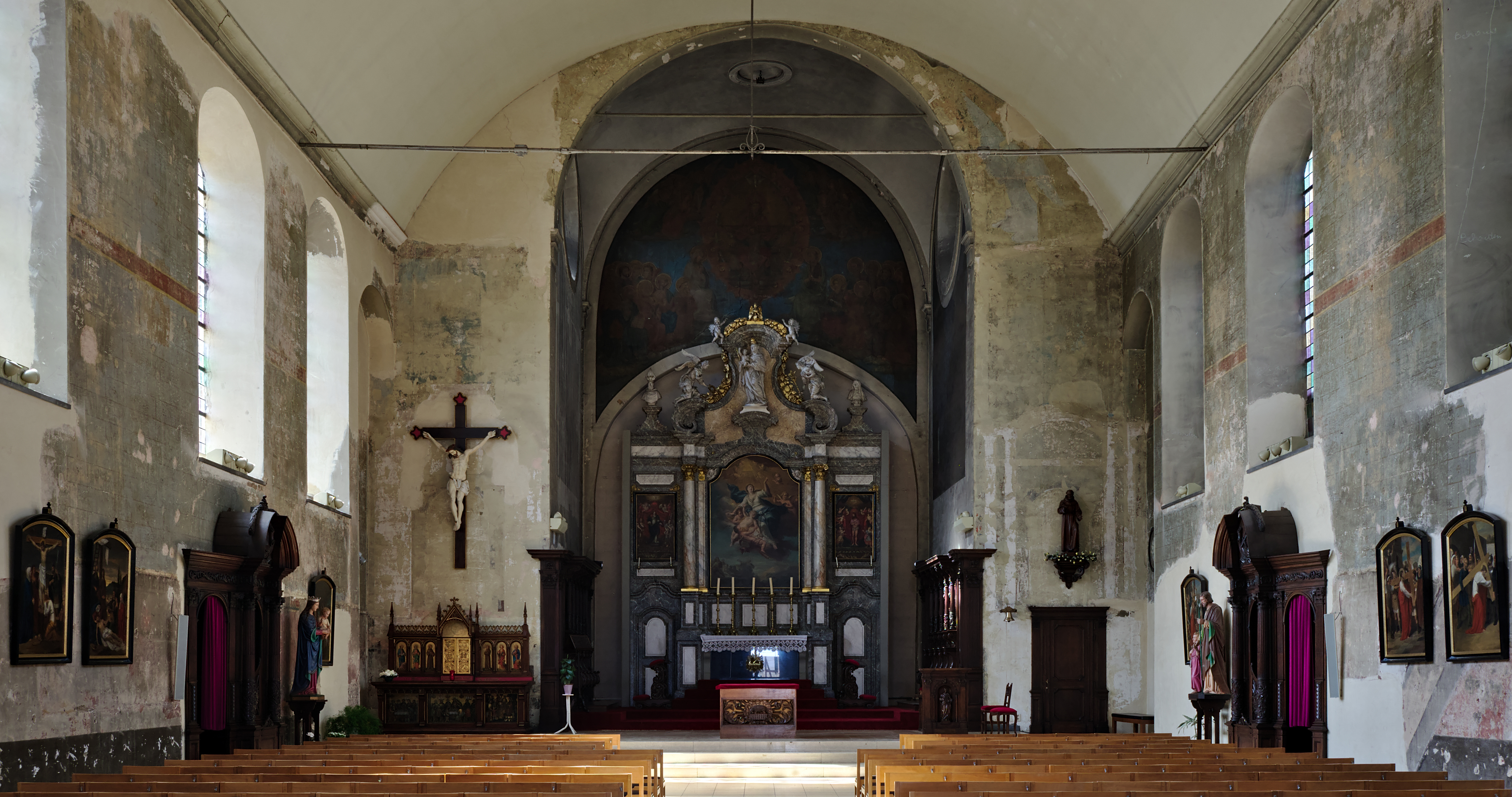
Interieur

De Sint-Franciscuskerk bevindt zich in Menen (West-Vlaanderen, België). De kerk in haar huidige vorm dateert uit 1861, maar de geschiedenis gaat verder terug. Na de ontwijding in 2019  wordt het pand gebruikt voor culturele en sociale evenementen.

## Geschiedenis
Waar nu de parking is, kwamen zich in 1603 de paters kapucijnen vestigen. Ze bouwden een klooster en een kerk. Maar honderd jaar later, in 1706 bij het beleg van Menen, werd heel het complex vernield. Vanaf 1710 begon dan de heropbouw.
De Franse Revolutie betekende in zekere zin het einde van het klooster. De monniken werden er met geweld uitgezet en de kloostergebouwen werden zowel voor burgerlijke als militaire doeleinden gebruikt. Zo was het Vredegerecht hier een tijdlang ondergebracht. Uiteindelijk moesten de vervallen gebouwen plaats maken voor een parking.
Binnen in de kerk, in het koor, prijkt een prachtig altaar. Het altaar is 18de-eeuwse Barok en is afkomstig uit het Sint-Jorisklooster. Het altaar bevat een drieluik met Onze-Lieve-Vrouw van Smarten, Maria Hemelvaart en de Gegeselde Christus. Het koor is voorts ook versierd met oude fresco’s.
De kerk werd ontwijd op 15 maart 2019 en wordt nu gebruikt voor culturele en sociale evenementen.